# Supporter Album
Supporter Album #1 – album niemieckiej awangardowo-eksperymentalnej grupy Einstürzende Neubauten wydany nakładem własnym w 2003 roku dzięki wsparciu fanów zespołu. 

## Utwory
1. Dead Friends (Around the Corner)	- 5:09
2. Perpetuum Mobile	- 14:14
3. X	 - 4:02
4. Ein seltener Vogel (Bunkerversion)	- 10:42
5. Airplane Miniature #4	- 0:59
6. Airplane Miniature #3	- 1:30
7. Insomnia	- 7:26
8. Selbsportrait mit Kater	- 7:53
9. Compressors in the Dark	- 3:44

## Skład
- Blixa Bargeld
- N.U. Unruh
- Jochen Arbeit
- Rudolf Moser
- Alexander Hacke